# Tătulești (gmina)
Tătulești – gmina w Rumunii, w okręgu Aluta. Obejmuje miejscowości Bărbălăi, Lunca, Măgura, Mircești, Momaiu i Tătulești. W 2011 roku liczyła 1088 mieszkańców.